# 3556 Lixiaohua
3556 Lixiaohua је астероид главног астероидног појаса чија средња удаљеност од Сунца износи 3,162 астрономских јединица (АЈ).
Апсолутна магнитуда астероида је 12,5.